# Europacupen i ishockey 1986/1987
Europacupen i ishockey 1986/1987 inleddes den 2 oktober 1986, och avslutades den 27 september 1987. Turneringen vanns av sovjetiska CSKA Moskva, som vann slutspelsserien.  

## Inledande omgång
| Lag 1               | Resultat  | Lag 2         |
| ------------------- | --------- | ------------- |
| HC Steaua Bucureşti | 14-0, 6-2 | HK CSKA Sofia |

## Första omgången
| Lag 1               | Resultat  | Lag 2         |
| ------------------- | --------- | ------------- |
| Stjernen            | 14-3, 9-4 | Durham Wasps  |
| GIJS Groningen      | 2-2, 3-6  | Dynamo Berlin |
| HC Steaua Bucureşti | 2-2, 4-5  | HK Partizan   |
| Mont-Blanc          | 0-5*, 3-3 | HC Merano     |

* Officiellt resultat på grund av olovligt användande av två Mont-Blanc-spelare
 Tappara,   
 HC Lugano,   
 EC KAC,  
 TMH Polonia Bytom  : vidare direkt

## Andra omgången
| Lag 1         | Resultat   | Lag 2             |
| ------------- | ---------- | ----------------- |
| Stjernen      | 0-10, 0-13 | Tappara           |
| Dynamo Berlin | 2-5, 1-1   | HC Lugano         |
| HK Partizan   | 2-5, 1-9   | TMH Polonia Bytom |
| HC Merano     | 9-11, 4-8  | EC KAC            |

 Färjestads BK,   
 Kölner EC,   
 TJ VSŽ Košice,  
 CSKA Moskva  : vidare direkt

## Tredje omgången
| Lag 1             | Resultat | Lag 2         |
| ----------------- | -------- | ------------- |
| Tappara           | 2-8, 5-7 | CSKA Moskva   |
| HC Lugano         | 4-2, 4-5 | Kölner EC     |
| TMH Polonia Bytom | 1-4, 2-3 | TJ VSŽ Košice |
| EC KAC            | 6-5, 4-6 | Färjestads BK |

## Slutspelsserien
Lugano, Ticino, Schweiz
| Lag 1         | Resultat | Lag 2         |
| ------------- | -------- | ------------- |
| CSKA Moskva   | 4-4      | Färjestads BK |
| HC Lugano     | 4-5      | TJ VSŽ Košice |
| CSKA Moskva   | 9-0      | TJ VSŽ Košice |
| HC Lugano     | 3-7      | Färjestads BK |
| HC Lugano     | 2-10     | CSKA Moskva   |
| TJ VSŽ Košice | 5-4      | Färjestads BK |

### Slutspelsserien, slutställning
| Placering | Lag           | Poäng |
| 1         | CSKA Moskva   | 5     |
| 2         | TJ VSŽ Košice | 4     |
| 3         | Färjestads BK | 3     |
| 4         | HC Lugano     | 0     |